# Serbia durante la Primera Guerra Mundial

El Reino de Serbia en 1913.

Serbia durante la Primera Guerra Mundial tuvo un papel destacado, principalmente en el desencadenamiento y en la conclusión de la contienda. La crisis inicial austro-serbia del verano de 1914 se transformó en una guerra que abarcó todo el continente a consecuencia de las alianzas entre los países europeos. Pese a vencer en los primeros combates al Ejército austrohúngaro en 1914 —desbarataron dos intentos de conquista durante la segunda mitad del año—, los soldados serbios tuvieron luego que abandonar su país y retirarse a través de Albania a finales de 1915, acosados por las divisiones austro-alemanas que lo invadieron desde el norte y el oeste, y las búlgaras que lo hicieron desde el este. Amparados por los Aliados, continuaron la lucha contra los Imperios centrales, a diferencia de sus estrechos coligados, los montenegrinos. Los restos del Ejército serbio, remozado, fueron enviados al frente macedonio, en el que consiguieron recobrar algunos territorios del sur de la Macedonia serbia; el resto del país, sin embargo, quedó ocupado por los austrohúgnaros o anexionado a Bulgaria. Tras dos años más de una guerra de desgaste, el Ejército de Oriente, compuesto en gran parte por unidades serbias, quebró las líneas enemigas y liberó el reino en pocas semanas en el otoño de 1918. Representantes políticos de los eslavos meridionales del Imperio austrohúngaro, por entonces en disgregación, proclamaron la independencia y poco después, el 1 de diciembre, se unieron a los reinos de Serbia y Montenegro para formar el nuevo Reino de los Serbios, Croatas y Eslovenos.

## Serbia y la guerra

### Serbia y Austria-Hungría
Tras lograr que las potencias reconociesen su independencia, el principado de Serbia mantuvo relaciones oscilantes con el vecino Imperio austrohúngaro. Entre 1882, cuando el principado se transformó en reino y el 28 de julio de 1914, fecha en que comenzó la guerra entre los dos países, las relaciones bilaterales entre los dos Estados sufrieron altibajos. Entre 1878 y 1903, la dinastía Obrenović estrechó los lazos con el imperio, pero, a partir de 1903, cuando fue asesinado el último soberano de la dinastía, los dos países fueron distanciándose.
En 1882, el principado serbio, hasta entonces autónomo en el seno del Imperio otomano y regido por los Obrenović, obtuvo la independencia. Esta no fue bien vista por los austrohúngaros, que dominaban el principado oficiosamente desde 1878 y sopesaban la conveniencia de anexárselo. Serbia, amenazada por la colindante Bulgaria sostenida por Rusia, fue estrechando paulatinamente sus lazos mediante una serie de tratados con Austria-Hungría que, en la práctica, ratificaron su sometimiento político y económico a esta.
En 1903, un golpe de Estado puso fin a la dinastía Obrenović y entregó el trono a la rival de los Karađorđević. El pronunciamiento motivó un cambio radical de las relaciones entre Serbia y Austria-Hungría: de aliada, la primera devino la principal enemiga del imperio; el reino asumió el papel del «Piamonte» de los eslavos del sur hostiles a los Gobiernos de Viena y Budapest. Desde 1904, los mandatarios austrohúngaros trataron de someter de nuevo al imperio al reino vecino con diversos métodos: un embargo comercial, presiones políticas y la construcción de una línea férrea entre Austria-Hungría y el Imperio otomano que atravesaba Bosnia-Herzegovina —teóricamente otomana, pero administrada por los austrohúngaros— y evitaba el territorio serbio.
En 1906, el cambio en ciertos puestos clave del Gobierno imperial evidenció el antagonismo entre Viena y Belgrado. Alois Lexa von Aehrenthal, partidario de la intervención del imperio en la política balcánica, asumió la jefatura del Ministerio de Asuntos Exteriores austrohúngaro. Este deseaba eliminar la independencia política serbia y para ello propuso la imposición al país vecino de ciertas restricciones aduaneras, que dieron lugar a la llamada «guerra del Cerdo», y la anexión de los sanjacados de Bosnia y Herzegovina, territorios otomanos que administraba el imperio desde los tiempos del Congreso de Berlín.

### Serbia y sus aliados
En las crisis que precedieron a la que precipitó la guerra, las de 1908 y 1913, Serbia tuvo que ceder ante el poderío austrohúngaro. Por entonces Rusia, principal sostén del reino desde el cambio dinástico y político de 1903, se hallaba postrada e incapaz de socorrer a su aliado y enfrentarse a los austrohúngaros.
En 1914, por el contrario, Rusia no cedió ante la declaración de guerra de los Imperios centrales a Serbia, pese a la mediación británica.
Serbia contaba asimismo con un tratado de alianza con Grecia, firmado el 1 de junio de 1913, que obligaba a los dos países a ayudarse mutuamente en caso de agresión por un tercero. El pequeño y lindante reino de Montenegro, que en vísperas de la guerra estaba en tratos con Serbia para organizar la unión de los dos países, también se unió Belgrado en la lucha contra el Imperio austrohúngaro.

### Serbia y la crisis de julio
El 28 de junio de 1914, el heredero al trono austrohúngaro, Francisco Fernando de Austria, de visita de inspección en Bosnia-Herzegovina, fue asesinado por un nacionalista yugoslavo serbio, Gavrilo Princip, en un atentado ejecutado por el grupo revolucionario de la Joven Bosnia. La investigación policial austrohúngara descubrió la organización del magnicidio y los contactos de los terroristas con elementos del reino vecino; pese a las sospechas, la policía no encontró, no obstante, pruebas irrefutables de la colusión de los funcionarios serbios en la conspiración que había acabado con la vida del príncipe imperial.
Con el apoyo del Imperio alemán, los mandatarios austrohúngaros decidieron el 7 de julio emplear el asesinato para justificar una guerra con Serbia, que se presentaría como represalia por el magnicidio. El 23 de ese mismo mes, el embajador imperial presentó un ultimátum al Gobierno serbio, que debía aceptarlo antes de dos días; este en efecto lo aceptó en su mayoría, pero el austrohúngaro consideró la respuesta inaceptable, rompió relaciones con Serbia y, seguidamente, le declaró la guerra el día 28. En realidad, los austrohúngaros habían redactado el ultimátum para que resultase inaceptable. El Gobierno serbio, que había barruntado la reacción austrohúngara, había ordenado que empezasen los preparativos bélicos justo antes de entregar su respuesta al embajador imperial. Esa misma noche, los austrohúngaros movilizaron a las unidades que debían participar en la invasión del reino vecino.
Serbia, aunque dispuesta para defender su independencia, no estaba preparada para la inesperada contienda: el príncipe Alejandro acababa de asumir la regencia del país, que se hallaba inmerso en una campaña electoral, el primer ministro estaba de gira política lejos de la capital y el jefe del Estado Mayor se encontraba de reposo en la mismísima Austria-Hungría. La crisis internacional hizo posponer los comicios y los diputados conservaron sus escaños hasta el final de la contienda. La situación del país no era óptima: agotado por las recientes guerras balcánicas, el reino, con unos cuatro millones de habitantes, tenía que enfrentarse a una potencia con cincuenta y dos millones. Sus aliados, salvo el minúsculo Montenegro, se hallaban lejos y pronto enfrascados en duros combates con Alemania, lo que complicó el auxilio a Serbia. De inmediato, sin embargo, Rusia confirmó su auxilio al reino balcánico en caso de que estallase la guerra con Austria-Hungría.

### Objetivos bélicos
El estallido de la guerra, pronto extendida por Europa, pareció que pondría fin al equilibrio de poder surgido de la reciente segunda guerra balcánica.
Serbia, como el resto de beligerantes, hubo de fijar sus objetivos en el conflicto. En caso de resultar vencedora, se propuso obtener amplios territorios del imperio vecino, bien para formar la «Gran Serbia» o como parte de un nuevo Estado paneslavo e independiente de Viena. Desde finales del verano, el Gobierno, a diferencia de otros influyentes elementos del país como la Mano Negra, optó por la fórmula yugoslava. La derrota a manos de los Imperios centrales en el otoño de 1915 hicieron que a las aspiraciones de unión territorial de la población serbia o de los eslavos meridionales en un único Estado independiente se uniese la necesidad de liberar los territorios serbio y montenegrino de la ocupación enemiga. En la campaña propagandística en favor de la fundación de un Estado yugoslavo tras la guerra, el Gobierno serbio contó también con varios políticos eslavos austrohúngaros, que se exiliaron tanto en Serbia como en Italia —aún neutral— durante el conflicto. En octubre de 1914, el Gobierno sugirió la conveniencia de que estos se reuniesen en un Comité Yugoslavo, para agitar en favor del nuevo país.
Por su parte, los Imperios centrales deseaban recuperar la influencia perdida en Serbia, en especial tras el fortalecimiento del sentimiento yugoslavista en el Imperio austrohúngaro. Para empezar, este emprendió la guerra, que presentó como castigo por el magnicidio de Sarajevo.
En 1915, retomando la posición de las guerras balcánicas, Fernando I de Bulgaria se mostró nuevamente interesado por la anexión de los territorios macedonios que en esas contiendas había obtenido Serbia, que creía podía conseguir merced a la guerra mundial.
Los alemanes, por su lado, en 1917, plantearon la conveniencia de crear un nuevo Estado balcánico mediante la unión de Serbia y Montenegro.

## El Ejército serbio

### El Ejército al principio del conflicto (1914-1915)

Los países beligerantes a finales de 1914.

El Ejército serbio movilizado para la contienda con Austria-Hungría era en general una fuerza compuesta por veteranos, que habían combatido casi sin pausa desde 1912, primero en la primera guerra balcánica contra los otomanos y luego en la segunda, contra Bulgaria. Aunque contaba con unos cuatrocientos mil soldados, tenía muchas debilidades. Para empezar, su armamento era deficiente y, en algunos aspectos como la artillería y su munición o los fusiles, escaso. Los servicios sanitarios también eran insuficientes para afrontar la nueva guerra.

### El ejército remozado (1916-1918)
Parte del ejército serbio consiguió escapar del descalabro del otoño de 1915, cruzar Albania durante el invierno y, con ayuda de los buques aliados, embarcarse en los puertos adriáticos y alcanzar Corfú, donde fue sometido a una reorganización con el objetivo de que pudiese retomar la lucha.
Los soldados acogidos en la isla griega recibieron nuevos equipos, de origen francés; francesa fue asimismo la misión militar que se encargó del adiestramiento al que fueron sometidos. Estas medidas permitieron disponer pronto de seis divisiones encuadradas en tres ejércitos, homogéneas y bien entrenadas. El nuevo adiestramiento y el reforzamiento de las dotaciones sanitarias de las unidades permitieron la vuelta de estas al combate; el 15 de abril de 1916, el regente Alejandro emitió una orden llamando a las tropas de nuevo a la lid, aunque en realidad el traslado de los primeros contingentes al frente macedonio había comenzado ya tres días antes.
En el frente establecido en torno a la ciudad griega de Salónica, se desplegaron ciento veinticinco mil soldados serbios; formado por cuatro divisiones, el ejército serbio en Macedonia quedó sometido al jefe francés de la línea, el general Maurice Sarrail. Las unidades disponían de cierta autonomía, pese a depender del mando francés, con el que hubo algunos roces. El ejército serbio se envió pronto al frente, cerca del territorio serbio ocupado por el enemigo. Las primeras pruebas de la eficacia de las nuevas divisiones se obtuvieron en el verano de 1916: en julio conquistaron Flórina y en agosto detuvieron la ofensiva preventiva de los búlgaros, que habían tomado la iniciativa para desbaratar los planes de ataque aliados ligados a la entrada en guerra de Rumanía.

## Serbia y Yugoslavia
El Gobierno serbio era el sostén del Comité Yugoslavo, con el que colaboraba pese a los sucesivos roces y las crecientes desavenencias entre ambos. Al mismo tiempo, el Gobierno serbio favoreció a los políticos montenegrinos partidarios de la unión con Serbia; el monarca montenegrino, exiliado en Francia, fue perdiendo apoyos paulatinamente y un antiguo primer ministro del reino creó el Comité Montenegrino para la Unión Nacional, con respaldo serbio.
En 1917, se agudizaron las diferencias entre el Gobierno serbio y el Comité Yugoslavo. Ambos habían discutido por la creación de una Legión yugoslava, que deseaban controlar. El Ejecutivo serbio había conseguido reclutar dos divisiones (unos treinta mil soldados) entre los prisioneros austrohúngaros eslavos, pero la renuencia de los no serbios a retomar las armas y la disciplina draconiana de los oficiales serbios asignados a estas unidades hicieron que la experiencia resultase un fracaso. Las divisiones lucharon mal en la Dobruya durante la campaña rumana y finalmente, muy mermadas, fueron asignadas al frente macedonio como División Yugoslava en mayo de 1917. En junio representantes del comité y del Gobierno serbio se reunieron en Corfú para limar diferencias y dar al resto de Aliados una imagen de unidad en un momento en el que estos sopesaban la firma de la paz con Austria-Hungría, posibilidad que los hubiese perjudicado. El resultado de la reunión fue la vaga Declaración de Corfú, que comprometía a las dos partes a fundar un nuevo Estado yugoslavo tras la guerra, pero soslayaba los asuntos en los que no estaban de acuerdo.

## Desarrollo de la contienda

### Campaña de 1914: rechazo de la invasión austrohúngara

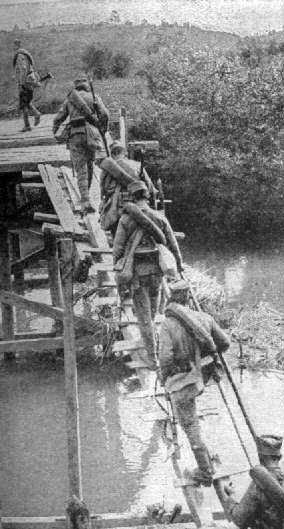
Soldados serbios durante la crucial batalla de Kolubara, que selló el fracaso de los intentos austrohúngaros por invadir Serbia en 1914.

Los austrohúngaros empezaron a bombardear Belgrado inmediatamente después de la declaración de guerra del 28 de julio. Pese a que la población eslava del sur del imperio en general se mostró leal a su Gobierno, este atizó los sentimientos antiserbios y los recelos hacia sus propios conciudadanos eslavos, tachados de simpatizar con el enemigo. El hostigamiento a la minoría serbia austrohúngara incluyó detenciones y deportaciones de las zonas fronterizas. El Gobierno húngaro impidió la implantación del gobierno militar en Croacia-Eslavonia, pero los mandos militares sí lograron imponerlo en Bosnia-Herzegovina. La represión de la población, fomentada por el Gobierno imperial, resultó contraproducente y avivó las simpatías de la minoría serbia por el reino vecino.
El estallido de la guerra hizo que se anulasen las elecciones en Serbia y se volviese a convocar a los diputados que habían cesado con la convocatoria de comicios. El Parlamento se trasladó luego a Niš, junto con el Gobierno, que lo había hecho el 25 de julio. El regente Alejandro se unió al Gobierno el 28, día en que el enemigo empezó a bombardear la capital. Los serbios contaban con medio millón de combatientes a comienzos de septiembre. En un gesto de caballerosidad, Francisco José permitió al jefe del Estado Mayor serbio, el general Radomir Putnik, que se hallaba en Budapest, que volviese a su país. Las cañoneras austrohúngaras bombardearon Belgrado tras la declaración de guerra, desatando el pánico entre la población. Los serbios fijaron el cuartel general del Ejército en Kragujevac.
La campaña contra los austrohúngaros se dividió en tres invasiones sucesivas, que culminaron en una serie de batallas, decisivas para cada una de ellas: la suerte de la primera se decidió en la batalla de Cer, en agosto; la segunda, en la del Drina, en septiembre, que los serbios casi perdieron por falta de munición para la artillería; y la tercera, en la del Kolubara, en noviembre y diciembre. Aunque los serbios obtuvieron la victoria y evitaron la conquista de su país, lo lograron a costa de grandes pérdidas que, unidas a la subsiguiente epidemia de tifus, dejaron al país agotado. El descalabro austrohúngaro determinó el relevo de Potiorek, sustituido por el archiduque Eugenio e hizo que el frente permaneciese fundamentalmente inactivo hasta el otoño del año siguiente.
En diciembre, además de admitir en su Gobierno al partido de los independientes y al de los progresistas, el primer ministro Nikola Pašić anunció el deseo de fundar un Estado yugoslavo que reuniese en su seno a las poblaciones serbias, croatas y eslovenas. La declaración, vaga, pretendía recabar el apoyo de estas comunidades en territorio enemigo. Por entonces tanto el Gobierno serbio como los políticos proyugoslavos tuvieron que lidiar también con los intentos de los Aliados de granjearse el apoyo de Italia y Bulgaria, todavía neutrales, a cambio de cesiones territoriales de zonas que aquellos pretendían incluir en el futuro Estado yugoslavo. Los italianos ansiaban apoderarse de tierras adriáticas —con población mayoritariamente eslava— y los búlgaros, de la Macedonia serbia.

### Campaña de 1915: derrota e invasión de los Imperios centrales
Las largas negociaciones con estas naciones concluyeron con la entrada en guerra de Italia en abril de 1915 del lado aliado, y la de Bulgaria en septiembre, en el bando contrario. Para lograrlo, los Aliados hubieron de prometer territorios austrohúngaros y albaneses a los italianos y los Imperios centrales, serbios y griegos a los búlgaros. Los Aliados trataron en vano que Serbia cediese a Bulgaria la Macedonia que se había disputado con ella en 1912 y 1913, con el propósito de atraerla a su bando. Serbia mostró su disgusto por la promesa de territorios poblados principalmente por eslavos —fundamentalmente croatas y eslovenos— a Italia en Istria y Dalmacia.
Los Aliados esperaban que Serbia emprendiese una ofensiva en dirección a Liubliana desde el Drina para facilitar las primeras operaciones italianas, pero, en vez de ello, los mandos serbios optaron por intervenir en Albania en favor de Essad Bajá, que combatía a los albaneses favorables a Austria-Hungría. Las unidades serbias se apoderaron de Elbasan y de Tirana, pese al disgusto que la campaña suscitó en la Entente, especialmente en Rusia y Francia, que deseaban que las tropas serbias se concentrasen en el frente austrohúngaro.
Antes de que aconteciese la invasión, estalló en Serbia una epidemia de tifus que se cobró ciento cincuenta mil víctimas serbias y setenta mil austrohúngaras (de prisioneros de guerra) hasta el otoño de 1915.

Los cambios del frente serbio durante la Primera Guerra Mundial. En naranja los territorios prometidos por los Imperios Centrales a Bulgaria a cambio de su alianza y participación en el ataque a Serbia.

La entrada en guerra de Bulgaria desequilibró el frente balcánico en favor de los Imperios centrales. A petición de estos, Bulgaria entró por fin en la guerra a finales del verano de 1915. La consecuencia de la nueva alianza fue un nuevo intento de invasión Serbia, esta vez victorioso; los estrategas austrohúngaros y alemanes diseñaron un plan de ataque que permitió acometer a los serbios desde el oeste, el norte y el este y que concluyó con la derrota serbia y la ocupación del país. Los mandos serbios sopesaron atacar el país vecino para desbaratar su movilización, pero los Aliados se opusieron. El plan se debió principalmente a los oficiales de la Mano Negra, que acusaron luego al Gobierno de ser el responsable de la derrota militar.

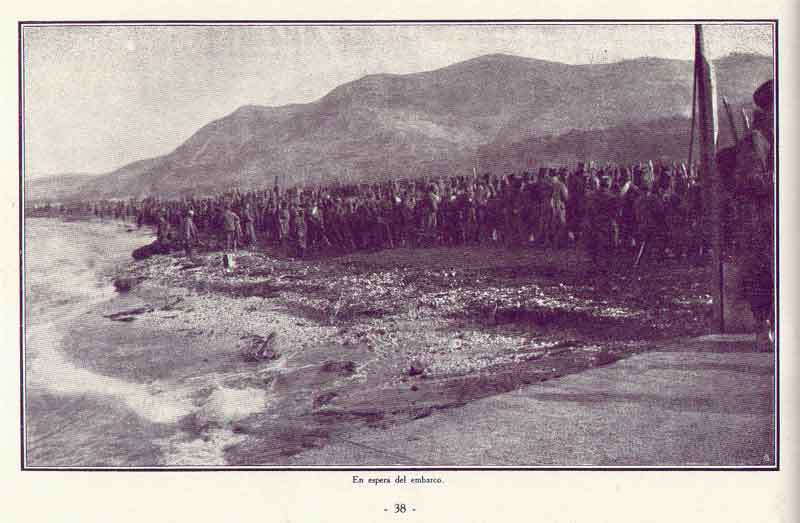
Tropas serbias esperando en las costas albanesas ser embarcadas para Corfú tras la retirada invernal a través de Albania en el invierno de 1915.

Las divisiones alemanas y austrohúngaras se concentraron tanto en Bosnia-Herzegovina como al norte de Belgrado y emprendieron la ofensiva el 6 de octubre; franquearon con facilidad el Danubio y a los pocos días se apoderaron de la capital serbia, cuyas unidades tuvieron que replegarse a lo largo del valle del Gran Morava. Pocos días más tarde, las divisiones búlgaras se unieron también a las operaciones y, tras vencer a las escasas fuerzas serbias que guardaban la frontera oriental, cortaron la retirada serbia hacia Salónica.
Tras el fracaso del auxilio francobritánico desde Grecia, el mando serbio optó el 23 de noviembre por abordar la retirada a través de Albania con el fin de alcanzar el mar Adriático. El norte del país se hallaba ocupado por tropas serbias y montenegrinas desde junio que, además, respaldaban a uno de los contendientes por el poder en el caótico principado, Essad Bajá. Las unidades serbias alcanzaron en efecto la costa y fueron evacuadas por barcos de la Entente a Corfú después de largas y agotadoras marchas por las montañas en las que sufrieron el acoso de los clanes albaneses. La retirada costó a los serbios doscientas cuarenta mil bajas, entre muertos —unos ciento cuarenta mil— y prisioneros capturados por los perseguidores austrohúngaros. Unos cientos cincuenta mil serbios alcanzaron la costa adriática.

### Ocupación y exilio

División de Serbia durante la ocupación. Al noreste, la zona austrohúngara, al sureste, la búlgara.

El territorio serbio quedó ocupado militarmente por el enemigo, que lo dividió en dos zonas: la austrohúngara y la búlgara. La zona meridional y oriental del reino —fundamentalmente, el territorio al este del Gran Morava— fue asignada a Bulgaria. En esta, el Gobierno de Sofía emprendió una campaña de bulgarización de las iglesias y de las escuelas y el reclutamiento de los hombres en edad militar. En el noroeste, los encargados de la ocupación fueron los austrohúngaros, que también intentaron desbaratar la actividad política. La parte austrohúngara quedó a cargo del Gobierno Militar de Serbia desde el 1 de enero de 1916 hasta octubre de 1918. Las autoridades de ocupación imperiales encerraron a diez mil personas en campos de prisioneros y deportaron a otras cuarenta mil, que se añadieron a los sesenta mil prisioneros de guerra cautivos en los territorios de los Imperios centrales. Los mandatarios austrohúngaros, sin embargo, no se pusieron de acuerdo sobre qué hacer con el país: algunos preferían integrarlo en el imperio, mientras que otros no deseaban más población eslava en su seno y abogaban simplemente por mantenerlo sometido aunque teóricamente independiente. Los intentos de granjearse las simpatías de la población mediante la propaganda, la reconstrucción y la reactivación parcial de los servicios fracasaron. Mantuvieron las divisiones administrativas anteriores a la guerra que, en la zona austrohúngara, abarcaban once condados. Mientras durase el conflicto, el objetivo principal de la ocupación era la explotación económica del territorio, además del aplastamiento del nacionalismo serbio. Entre las medidas de sometimiento cultural figuraron la clausura de la Universidad de Belgrado, el cierre temporal de las escuelas primarias y secundarias, la implantación de un nuevo currículo educativo —del que se eliminó la Historia— y la imposición del alfabeto latino. Según el gobernador militar, la meta de las escuelas abiertas de nuevo tras la clausura temporal era imbuir a los alumnos de disciplina, no de conocimiento. Los nuevos maestros fueron, en principio, mayoritariamente suboficiales del Ejército austrohúngaro, a los que se sumaron luego profesores venidos del imperio. El modelo educativo que se implantó fue el de la vecina Bosnia-Herzegovina.
Alemania, Bulgaria y Austria-Hungría sopesaron largamente qué hacer con el país. Una opción era repartírselo, someterlo a una especie de protectorado o anexarse parte del territorio y dejar el resto como Estado teóricamente independiente, pero en realidad ligado a los imperios. La aspiración fundamental era acabar con la posibilidad de que Serbia pudiese tener una política exterior independiente de los imperios cuando concluyese la contienda y eliminar el nacionalismo serbio. Este temor al nacionalismo serbio suscitó la deportación de miles de sospechosos de ser hostiles a las autoridades ocupantes; en el otoño de 1916, tras la entrada de Rumanía en la guerra, los austrohúngaros deportaron a setenta mil personas a campos de internamiento en el imperio.
En febrero de 1917, estalló una rebelión contra la ocupación búlgara, que fue sofocada sin miramientos. El fracaso de la revuelta, sin embargo, hizo aumentar el número de desertores que se unían a las bandas que se escondían en las montañas para escapar del reclutamiento. El hostigamiento serbio a los ocupantes fue continuo. Sin embargo, la actitud de la población civil hacia los guerrilleros fue menos entusiasta de lo esperado. Por añadidura, las bandas carecían de cohesión y se dedicaron fundamentalmente a atacar a los que consideraban colaboradores de los ocupantes, más que a estos; la actividad guerrillera se transformó esencialmente en una guerra civil serbia.
En el extranjero, se hallaban, además de los soldados que habían escapado a la invasión de 1915, entre cincuenta y sesenta mil civiles, que habían participado en la retirada a través de Albania. Tres mil trescientos de ellos, fundamentalmente jóvenes, fueron enviados a estudiar a Francia, muchos de ellos becados. Estos exiliados, francófilos, desempeñaron luego un importante papel en la Yugoslavia de entreguerras.

### El frente macedonio y la campaña de 1918
Para febrero de 1916, la marina aliada había evacuado ya a 135 000 soldados y entre 50 000 y 60 000 civiles serbios de las costas albanesas a Corfú. La isla, griega, había sido ocupada por los Aliados para acoger a los serbios.
El ejército serbio se remozó con ayuda francesa. Se crearon tres ejércitos con seis divisiones de infantería y una de caballería. Tras el establecimiento del Gobierno provisional de Defensa Nacional presidido por Eleftherios Venizelos, los serbios pudieron desplegar ciento quince mil soldados en Grecia, hasta entonces neutral en la guerra mundial. La operación se verificó entre mediados de abril y finales de mayo de 1916: 6025 oficiales y 124 190 soldados se desplegaron en el frente macedonio, transportados en mercantes aliados. Tras varios meses de adiestramiento, tomaron posiciones en agosto. Los primeros combates fueron desfavorables para los serbios, que obtuvieron su primera victoria, menor, a mediados de septiembre, cuando recuperaron las primeras tierras del ocupado reino en la región de Bitola.

Los escasos movimientos del frente macedonio, casi estancado entre finales de 1915 y el otoño de 1918.

El Gobierno y el Parlamento se mantuvieron el Corfú, sostenidos financieramente por los Aliados, para evitar precisamente las presiones de estos, que hubiesen sido mayores de haberse instalado en Francia o Italia. El gabinete tuvo que afrontar la oposición tanto política de aquellos que deseaban destituir a Pašić —el Parlamento apenas se reunió seis semanas a partir de septiembre de 1916 antes de ser nuevamente disuelto—, como la de los militares. Entre estos se encontraban los antiguos rivales de Pašić de la Mano Negra y la nueva organización de la Mano Blanca, formaba por los oficiales destituidos a causa de la derrota del otoño anterior y descontentos también con el Ejecutivo. La política serbia en el exilio tuvo tres núcleos de poder: el regente Alejandro, decidido a gobernar, y sus partidarios; Pašić   y el Gobierno; y los oficiales de la Mano Negra, grupo principal en el seno del Ejército. Para sostener al Gobierno, los Aliados emprendieron una amplia campaña propagandística filoserbia. Ya durante la retirada, en diciembre de 1915, Alejandro llevó a cabo una serie de importantes relevos relativos al Ejército que lo sometieron claramente a su autoridad y debilitaron el poder de la Mano Negra. Sustituyó a Putnik, muy respetado pero enfermo, y al ministro de Defensa; los puestos claves quedaron en manos de personajes afines al regente. Trató también en vano de sustituir a Pašić que, sin embargo, mantuvo el cargo. Dragutin Dimitrijević, dirigente de la Mano Negra, se negó a pactar con Alejandro la destitución de Pašić y su sustitución por un gabinete militar presidido por el mariscal de campo Živojin Mišić. El regente, en todo caso, evidenció su deseo de dominar la política nacional, a ser posible arrinconando al primer ministro.
En junio de 1917, el Gobierno perdió a uno de sus principales adversarios, la Mano Negra, descabezada por el regente Alejandro en un juicio amañado en Salónica que acabó con el ajusticiamiento de sus cabecillas. La impresión de intriga que dejó el juicio hizo que los independientes y los progresistas abandonasen el Consejo de Ministros. A partir de la declaración de Corfú, sin embargo, la política exterior quedó en manos de Pašić, al que Alejandro respaldó frente a la oposición que trató de apartarlo de la presidencia del Gobierno en febrero y marzo de 1918. Las relaciones entre el regente y el primer ministro habían mejorado, y aquel no estaba dispuesto a aceptar la exigencia de la oposición de investigar el juicio de Salónica.
Los avances militares fueron escasos y costosos, pero, a finales de 1916, los serbios recuperaron una franja de territorio macedonio en torno a la ciudad de Bitola. El 19 de noviembre, las tropas serbo-francesas se apoderaron de esta, pero la llegada del invierno impidió continuar avanzando y el general Maurice Sarrail, jefe del ejército multinacional, puso fin a las operaciones el 11 de diciembre.
En 1917, los serbios destinados en este frente alcanzaron los ciento cincuenta mil. En marzo las fuerzas serbias se encuadraron en dos ejércitos: el 1.º, que incluía las divisiones Morava, Drina, Dunav y la de caballería, que mandaba el mariscal de campo Živojin Mišić y defendía veinte kilómetros del frente, desde Sokol a Cerna Reka; y el 2.º, con las divisiones
Sumadija, Timok y Vardar, que encabezaba el también mariscal Stepa Stepanović, y que cubría treinta y cinco kilómetros entre Fuzan y Sokol. La escaramuzas que se libraron ese año costaron al ejército unas cuatro mil doscientas bajas. El alto mando serbio propuso una ofensiva para dividir en dos las fuerzas enemigas búlgaras, pero el plan no fue aceptado hasta el cambio de jefes en el frente macedonio, cuando Franchet d'Espèrey asumió el mando en junio de 1918.
Tras dos años de guerra de posiciones con escasos avances de los bandos enfrentados, los Aliados organizaron una gran ofensiva en la Macedonia que dominaban; el nuevo embate a las líneas enemigas debía quebrarlas. Para entonces el frente búlgaro se hallaba debilitado y mal abastecido. Las unidades serbias desempeñaron un papel esencial en la ruptura del frente, que motivó la rendición de Bulgaria a los pocos días; entre las condiciones del armisticio firmado en Salónica el 29 de septiembre, los búlgaros se comprometieron a evacuar rápidamente el territorio serbio.
La operación de reconquista del reino se transformó en guerra de movimientos tras la retirada búlgara, en agudo contraste con los combates de los dos años anteriores. Un destacamento franco-serbio capaz de avanzar velozmente desbarató las distintas posiciones que el mando alemán fue colocando a su paso, mientras el grueso de las unidades de los imperios se replegaba hacia el norte y destruía de camino las infraestructuras de transporte para estorbar el avance del enemigo. La colaboración de los guerrilleros serbios y los víveres aportados por los campesinos suplieron las pérdidas en hombres y abastos debidas a la ruptura de las líneas de comunicación entre la unidad y la retaguardia aliada.
El 1 de noviembre, la unidad franco-serbia entró en Belgrado, varios días después de haber alcanzado la frontera del Danubio. A continuación penetró en territorio austrohúngaro.

## Disolución y surgimiento de Yugoslavia
La decadencia de Austria-Hungría, que se agravó a lo largo de 1918, condujo finalmente a su disolución, que allanó el camino al surgimiento del nuevo Reino de los Serbios, Croatas y Eslovenos en el que se integró el reino de Serbia. El intento tardío de federalización del imperio, proclamado el 16 de octubre, fracasó, en el sur en parte por la oposición del Gobierno magiar. En la sesión del 29 de octubre, el Parlamento croata anunció la creación del Estado de los Eslovenos, Croatas y Serbios y cedió el poder al Consejo Nacional. Desprovisto de fuerzas armadas, con abundantes desertores en el campo, desórdenes crecientes —en especial, en Bosnia, por la venganza de los serbios de los desmanes de los terratenientes musulmanes y las unidades irregulares austrohúngaras— y el avance de las unidades italianas en las regiones fronterizas, el nuevo Estado hubo de solicitar el auxilio del Ejército serbio. Los intentos de establecer un poder dual de transición fracasaron, rechazados tanto por el Gobierno serbio como por el del nuevo Estado serbo-croata-esloveno. Las regiones más amenazadas por los desórdenes y por el avance italiano también insistieron en la necesidad de una unión inmediata y en el despliegue de tropas serbias.
En Montenegro, la liberación dio paso al conflicto entre los partidarios del regreso del rey Nicolás y los de la unión con Serbia. El 26 de noviembre, estos lograron proclamar la unión en Podgorica, más favorable a la unión que la antigua capital del reino, Cetiña. Los contrarios se rebelaron en la Navidad con apoyo italiano, pero fueron vencidos.
El Consejo Nacional de Zagreb envió por fin una delegación a tratar con el regente serbio, con el que acordó proclamar el nuevo Estado el 1 de diciembre. La proclamación puso fin a la existencia del reino de Serbia y marcó la creación del de los Serbios, Croatas y Eslovenos, posteriormente bautizado reino de Yugoslavia. Fue ya una delegación yugoslava la que acudió a las sesiones de la Conferencia de Paz de París.

## Estragos bélicos
La guerra tuvo un enorme coste humano para el país. En 1914, tenía alrededor de cuatro millones de habitantes. Antes de la retirada a través de Albania del invierno de 1915, Serbia ya había perdido trescientos setenta mil soldados. Otras seiscientas treinta mil personas perecieron a causa del cólera, el hambre y las privaciones que sufrieron en los campos austrohúngaros de prisioneros. La contienda dejó cien mil inválidos y medio millón de huérfanos. A pesar de resultar victoriosa en la guerra, Serbia sufrió la mayor tasa de mortalidad del conflicto, entre un 17% y un 27% de su población. Tan solo la parte ocupada por el Imperio austrohúngaro pasó de tener un millón ochocientos mil habitantes a un millón cuatrocientos mil y la capital, Belgrado, menguó de los noventa mil a tan solo quince mil.